# 18e parallèle sud
Pour les articles homonymes, voir 18e parallèle.
En géographie, le 18e parallèle sud est le parallèle joignant les points de la surface de la Terre dont la latitude est égale à 18° sud.

## Géographie

### Dimensions
Dans le système géodésique WGS 84, au niveau de 18° de latitude sud, un degré de longitude équivaut à 105,905 km ; la longueur totale du parallèle est donc de 38 126 km, soit environ 95 % de celle de l'équateur. Il en est distant de 1 991 km et du pôle Sud de 8 011 km,.

### Régions traversées
Le 18e parallèle sud passe au-dessus des océans sur environ 76 % de sa longueur. Du point de vue des terres émergées, il traverse l'Afrique (Namibie, Angola, Botswana, Zimbabwe, Zambie, Mozambique), Madagascar, l'Australie (Australie-Occidentale, Australie-Occidentale et Queensland), Fidji (Viti Levu, Gau, Nayau), la Polynésie française (atoll de Marokau) et l'Amérique du Sud (Pérou, Chili, Bolivie, Brésil). Dans l'océan Pacifique, il traverse également le territoire maritime des îles de la mer de Corail (Australie), l'atoll Huon des récifs d'Entrecasteaux (Nouvelle-Calédonie) et passe au sud d'Éfaté (Vanuatu), au nord de Fonualei (Tonga) et de Palmerston (îles Cook), au sud de Tahiti, Mehetia et Reitoru (Polynésie française) et entre les atolls de Hao et Amanu (Polynésie française).
Le tableau ci-dessous résume les différentes zones traversées par le parallèle, d'ouest en est :
| Zone                          | Début                 | Fin                   | Longueur (km) |
| ----------------------------- | --------------------- | --------------------- | ------------- |
| Océan Atlantique              | 18° 00′ S, 39° 30′ O  | 18° 00′ S, 11° 50′ E  | 5 437         |
| Afrique                       | 18° 00′ S, 11° 50′ E  | 18° 00′ S, 37° 00′ E  | 2 665         |
| Canal du Mozambique           | 18° 00′ S, 37° 00′ E  | 18° 00′ S, 44° 01′ E  | 743           |
| Madagascar                    | 18° 00′ S, 44° 01′ E  | 18° 00′ S, 49° 26′ E  | 574           |
| Océan Indien                  | 18° 00′ S, 49° 26′ E  | 18° 00′ S, 122° 22′ E | 7 724         |
| Australie                     | 18° 00′ S, 122° 22′ E | 18° 00′ S, 146° 04′ E | 2 510         |
| Océan Pacifique               | 18° 00′ S, 146° 04′ E | 18° 00′ S, 177° 17′ E | 3 306         |
| Viti Levu (Fidji)             | 18° 00′ S, 177° 17′ E | 18° 00′ S, 178° 39′ E | 145           |
| Océan Pacifique               | 18° 00′ S, 178° 39′ E | 18° 00′ S, 179° 15′ E | 64            |
| Gau (Fidji)                   | 18° 00′ S, 179° 15′ E | 18° 00′ S, 179° 21′ E | 11            |
| Océan Pacifique               | 18° 00′ S, 179° 21′ E | 18° 00′ S, 179° 03′ O | 169           |
| Nayau (Fidji)                 | 18° 00′ S, 179° 03′ O | 18° 00′ S, 179° 01′ O | 4             |
| Océan Pacifique               | 18° 00′ S, 179° 01′ O | 18° 00′ S, 142° 16′ O | 3 892         |
| Marokau (Polynésie française) | 18° 00′ S, 142° 16′ O | 18° 00′ S, 142° 11′ O | 8             |
| Océan Pacifique               | 18° 00′ S, 142° 11′ O | 18° 00′ S, 70° 53′ O  | 7 552         |
| Amérique du Sud               | 18° 00′ S, 70° 53′ O  | 18° 00′ S, 39° 30′ O  | 3 324         |